# Licarapoma
Licarapoma ist eine osttimoresische Aldeia im Sucos Bairro Pite (Verwaltungsamt Dom Aleixo, Gemeinde Dili). 2015 lebten in Licarapoma 249 Menschen.

## Lage
Licarapoma liegt im Norden des Sucos Bairro Pite, in den Stadtteilen Hudilaran (deutsch Bananenhain) und Bairro Pite. Östlich liegt die Aldeia Xamatama, südlich die Aldeias Frecat, Teki-Teki, westlich die Aldeia Andevil und nördlich die Aldeia Laloran.